# Treniota
Treniota (Wit-Russisch:. Транята, Tranjata) (ca. 1210-1264) was grootvorst van Litouwen van 1263 tot 1264.
Treniota was de neef van Mindaugas, de eerste en enige koning van Litouwen. Terwijl Mindaugas zich tot het christendom had bekeerd om aanvallen van de Duitse Orde en de Lijflandse Orde op Litouwen te ontmoedigen, waarna hij tot koning werd uitgeroepen, bleef Treniota een fervent heiden. Waarschijnlijk kreeg Treniota Samogitië te regeren.
Ondanks Mindaugas' bekering ondernam de Duitse Orde regelmatig invallen op het Litouwse grondgebied. Na de Slag bij Durbe in 1260 overtuigde Treniota Mindaugas om zich van het christendom af te keren en de Duitse Orde aan te vallen. De aanval was niet effectief en de Orde werd nauwelijks verzwakt. Mindaugas begon te twijfelen aan zijn alliantie met Treniota. Voordat hij in staat was om tegen zijn neef op te treden, werden Mindaugas en twee van zijn zonen in 1263 door Treniota en Daumantas van Nalšia vermoord. Treniota eigende zich de troon toe en bracht het land terug naar het heidendom. Hij regeerde slechts een jaar alvorens zelf te worden vermoord door volgelingen van Mindaugas. Hij werd opgevolgd door Vaišvilkas, de jongste zoon van Mindaugas.